# 隐矶滩
隐矶滩位于南中国海中沙群岛中沙大环礁东北缘，西北与比微暗沙相距约10.5海里，西与石塘连礁相距约7海里。整个隐矶滩全部在海面以下，最浅处水深约18米，等深线20米以上面积约10平方公里。1935年公布名称为伊机立亚滩（Egeria Bank），1947年和1983年公布名称均为“隐矶滩”。